# الخشعة (الجوف)
الخشعة هي إحدى قرى الجمهورية اليمنية. وهي تتبع جغرافيًا لمحافظة الجوف. وإداريًا لمديرية رجوزه. يبلغ تعداد سكانها 4095 نسمة حسب الإحصاء الذي أجري عام 2004.